# NGC 7710
NGC 7710 is een lensvormig sterrenstelsel in het sterrenbeeld Vissen. Het hemelobject werd op 24 september 1862 ontdekt door de Duits-Deense astronoom Heinrich Louis d'Arrest.

## Ecliptica
Het stelsel NGC 7710 bevindt zich betrekkelijk dicht bij de Ecliptica, hetgeen betekent dat het, vanaf de Aarde gezien, regelmatig bezoek krijgt van de planeten van het Zonnestelsel, alsook bedekt kan worden door de Maan.

## Synoniemen
- MCG -1-60-10
- PGC 71844